# Infratil

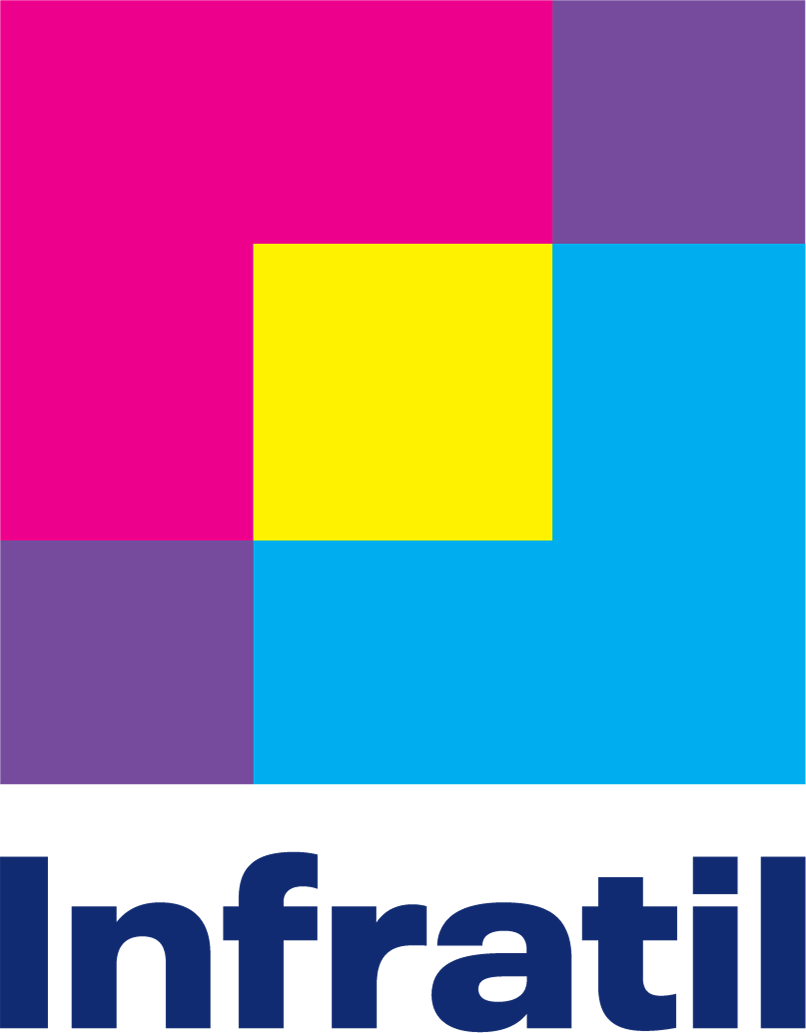
Logo.

Infratil est une entreprise néo-zélandaise faisant partie de l'indice NZSX50, indice principale de la bourse de Nouvelle-Zélande, le New Zealand Exchange. Elle gère des concessions telles que des aéroports comme l'aéroport international de Glasgow Prestwick, des entreprises spécialisées dans la génération d'électricité, des réseaux de transports et des propriétés immobilières.

## Historique
Elle est fondée en 1994. En 1998, Infratil acquiert une participation de 66 % dans l'Aéroport international de Wellington, le reste des participations restant à la municipalité de Wellington.